# Cotontchad
Cotontchad (fr. Société cotonnière du Tchad) – przedsiębiorstwo czadyjskie, pozostające pod kontrolą władz Czadu, skupujące bawełnę na rynku wewnętrznym oraz eksportujące ten surowiec za granicę. Przedsiębiorstwo jest monopolistą, kontrolującym cały rynek bawełny w Czadzie.
Przedsiębiorstwo Cotontchad zostało utworzone w 1971 roku poprzez nacjonalizację francusko-belgijskiego przedsiębiorstwa Cotonfran, zaś jego zadaniem było przejęcie kontroli nad czadyjskim rynkiem bawełny, tj. zadbanie o skup, transport oraz eksport bawełny za granicę, jak również zapewnienie lokalnym rolnikom zbytu na ich produkcję rolną.
Obecnie władze Czadu są właścicielem 75% majątku firmy; 16% kontroluje francuskie przedsiębiorstwo Francuska Kompania Rozwoju Przemysłu Tekstylnego (fr. Compagnie Française pour le Développement des Textiles, CFDT), 6% konsorcjum banków Czadu i 2% Francuska Agencja Rozwoju. 
Głównym zadaniem CFDT jest reprezentowanie Czadu na światowym rynku bawełny, podczas gdy banki prywatne dostarczają kredytów niezbędnych do funkcjonowania przedsiębiorstwa oraz zapewnienie lokalnym plantatorom funduszy, koniecznych do prowadzenia działalności gospodarczej. Zdobyte w ten sposób pieniądze służą przede wszystkim kredytowaniu kosztów importu i dystrybucji nawozów sztucznych i środków owadobójczych. 
Pierwotnie lokalni producenci bawełny chronieni byli przed wahaniami cen na rynku bawełny za pomocą utworzonego w 1968 funduszu stabilizacyjnego (fr. Caisse de Stabilisation des Prix du Coton, CSPC), którego zadaniem była stabilizacja cen płaconych indywidualnym rolnikom. Zapewnienie lokalnym producentom stabilnych cen nie tylko pomogło utrzymać poziom produkcji firmy Cotontchad, ale wpłynęło także na ograniczenie kosztów spółki poprzez utrzymywanie niskich cen w skupie bawełny. Recesja, która dotknęła światowy rynek bawełny na początku lat 90. XX w. wpłynęła na drastyczne ograniczenie działalności spółki doprowadzając do likwidacji funduszu w 1993 oraz wprowadzenia nieregulowanych, rynkowych cen skupu bawełny. 